# جلان ساوثهام
جلان ساوثهام (بالإنجليزية: Glen Southam)‏ هو لاعب كرة قدم بريطاني في مركز الوسط، ولد في 27 أغسطس 1980 في منطقة أنفيلد في المملكة المتحدة. شارك مع منتخب إنجلترا لكرة القدم C ‏. أما مع النوادي، فقد لعب مع بيشوب ستورتفورد وساتون يونايتد ونادي إنفيلد ونادي بارنت ونادي بوريهام وود ونادي تشيلمسفورد ونادي دوفر أثليتيك ونادي فارنبوروه ونادي هيرفورد.

## وصلات خارجية
- جلان ساوثهام على موقع قاعدة بيانات كرة القدم.إي يو (الإنجليزية)
- جلان ساوثهام على موقع Soccerbase.com (لاعب) (الإنجليزية)
- جلان ساوثهام على موقع Soccerway.com (الإنجليزية)